# Mazamet
Mazamet là một xã trong tỉnh Tarn thuộc vùng Occitanie ở miền nam nước Pháp. Xã này nằm ở khu vực có độ cao trung bình 241 mét trên mực nước biển.
Đây là đơn vị lớn thứ nhì của vùng đô thị Castres-Mazamet.
Mazamet nằm ở sườn phía bắc của dãy Montagnes Noires và nằm bên sông Arnette, một sông nhánh của sông Thoré - tạo thành ranh giới phía bắc thị trấn.

## Kết nghĩa
Mazamet kết nghĩa với:
- Rybnik ở Ba Lan (since 04.06.1993) [1]